# 1989年の航空
< 1989年
1988年の航空 - 1989年の航空 - 1990年の航空

## 航空に関する出来事
- 1月2日 - ソビエトの旅客機、ツポレフTu-204が初飛行した。
- 1月4日 - アメリカ海軍のF-14　トムキャットがリビア空軍2機のMiG-23を撃墜した。
- 2月24日 - ユナイテッド航空の811便の胴体の一部がハワイ上空で脱落し、9人が機外へ吸い出され死亡した。（ユナイテッド航空811便貨物ドア脱落事故）

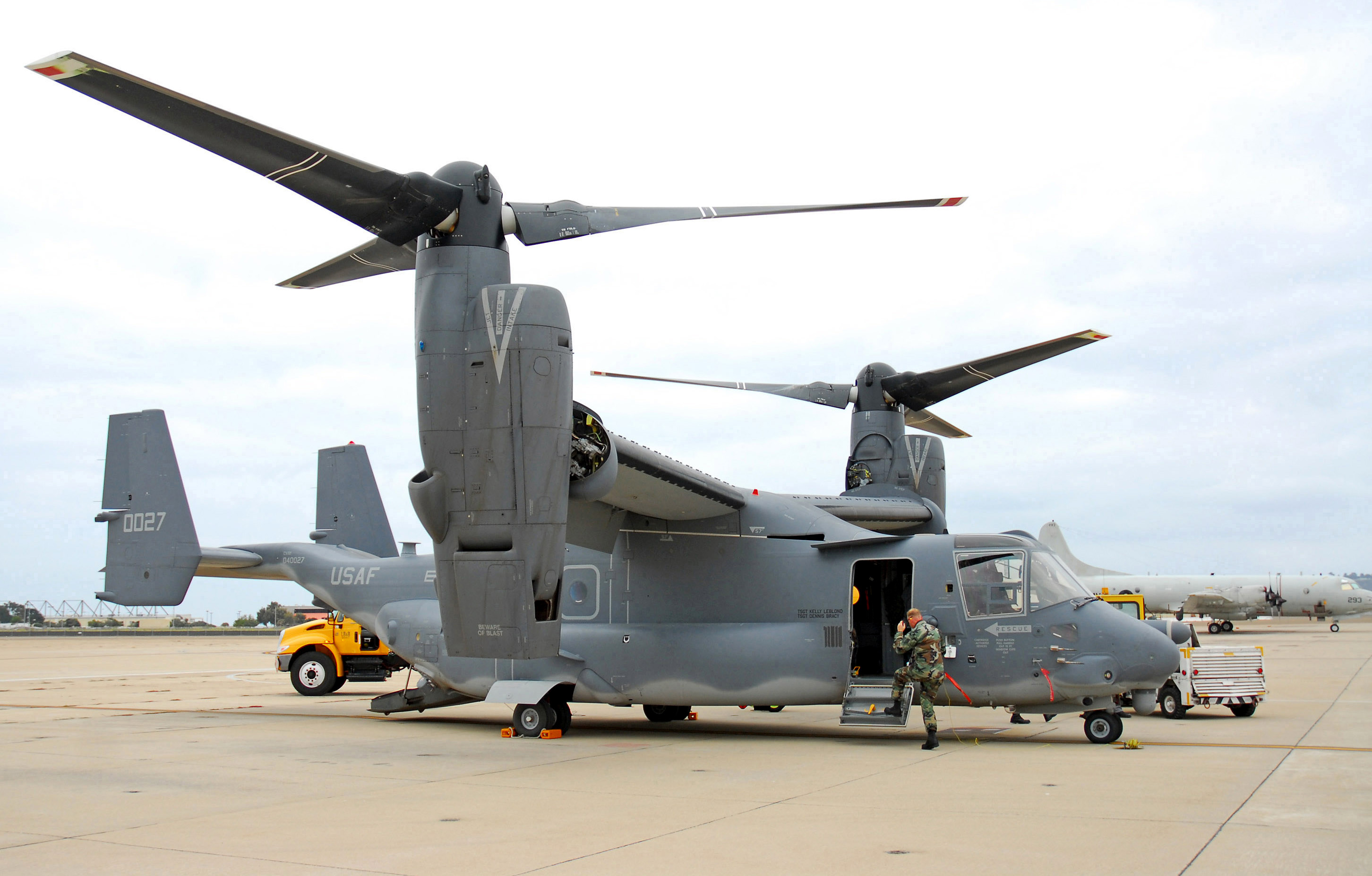
V-22 オスプレイ

- 3月19日 - ティルトローターのV-22 オスプレイが初飛行した。
- 5月28日 - 中華民国の戦闘機、F-CK-1（経国号戦闘機）が初飛行した。
- 6月8日 - パリ航空ショーで、ソ連のパイロットAnatoly Kvochurが操縦するMiG-29がエンジントラブルを起こし、122mの高度でパイロットは脱出した。
- 7月17日 - ノースロップ・グラマン B-2が初飛行。
- 8月18日 - カンタス航空のボーイング747がロンドンからシドニーまでを17,600kmを20時間で飛行し4発機の記録を作った。
- 8月21日 - ライル・シェルトンが、F8F ベアキャットの改造機Rare Bearで850.263km/hを記録し、レシプロ・エンジン飛行機の速度記録を更新した。
- 9月20日 - USエアーのボーイング737がニューヨークを離陸後イーストリバーへ墜落し2人が犠牲となった。
- 9月20日 - ニジェール上空で、UTAのDC-10がテロリストに爆破され、117人が犠牲となった（UTA航空772便爆破事件）。
- 12月 - アメリカ軍がパナマに侵攻、F-117Aが初めて実戦で使用される。
- 12月10日 - 初の人力ヘリコプター、カリフォルニア州立工科大学の「ダビンチIII」が離陸した、滞空時間7.1秒、高度20cmだった。
- 12月30日 - ソビエトの戦闘機、スホーイSu-30が初飛行した。

## 1989年に初飛行した機体の画像

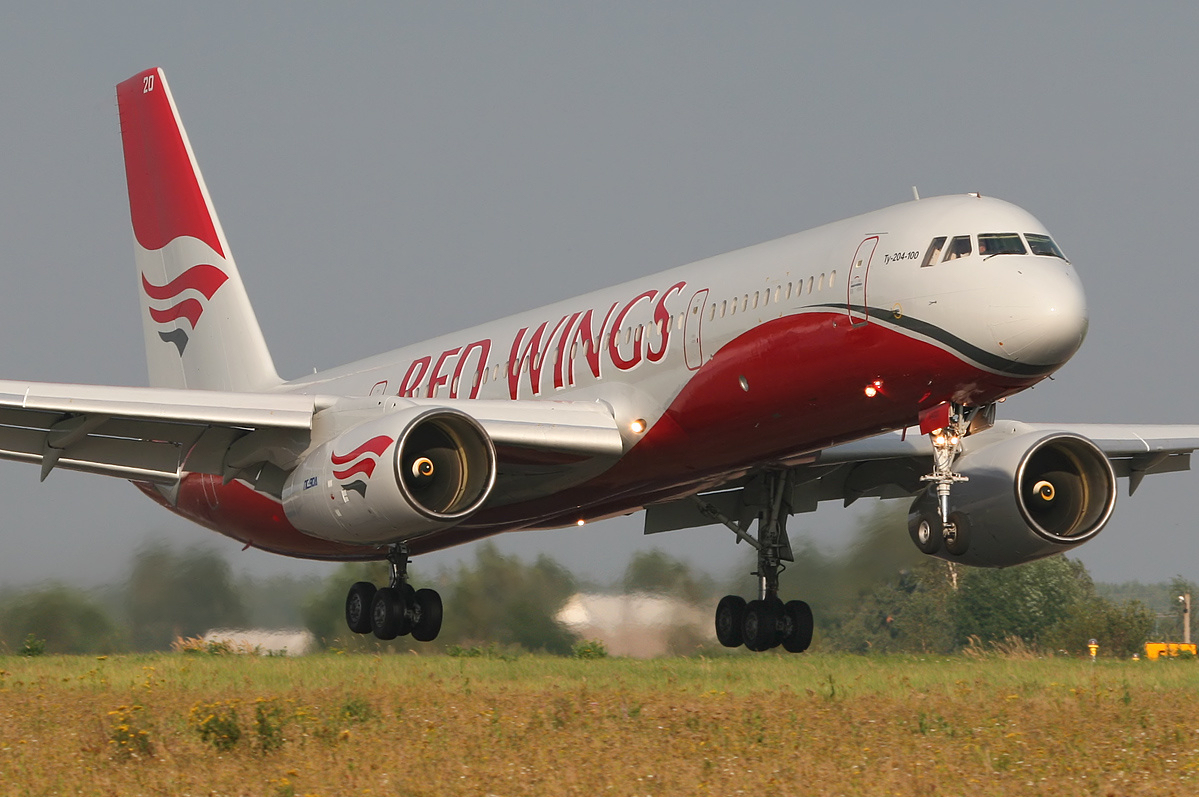
Tu-204 （1月2日）
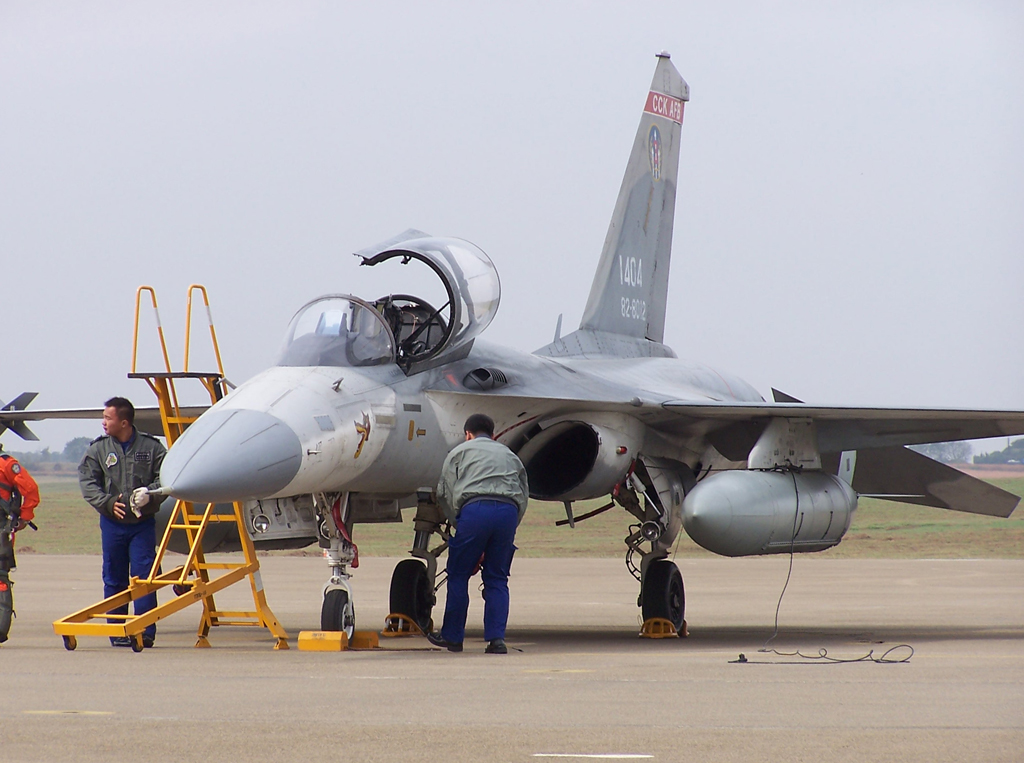
F-CK-1A （5月28日）
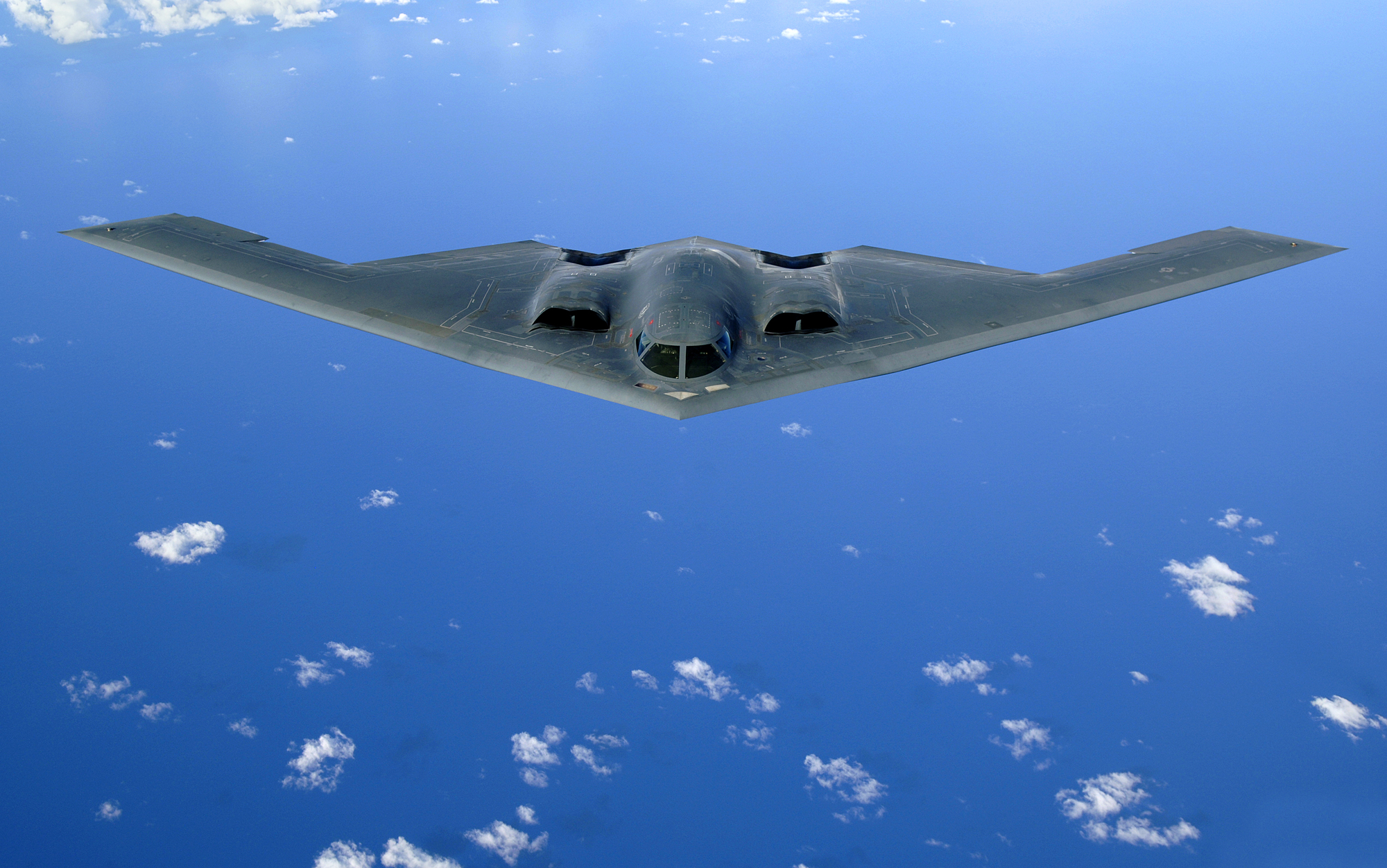
B-2 スピリット （7月17日）
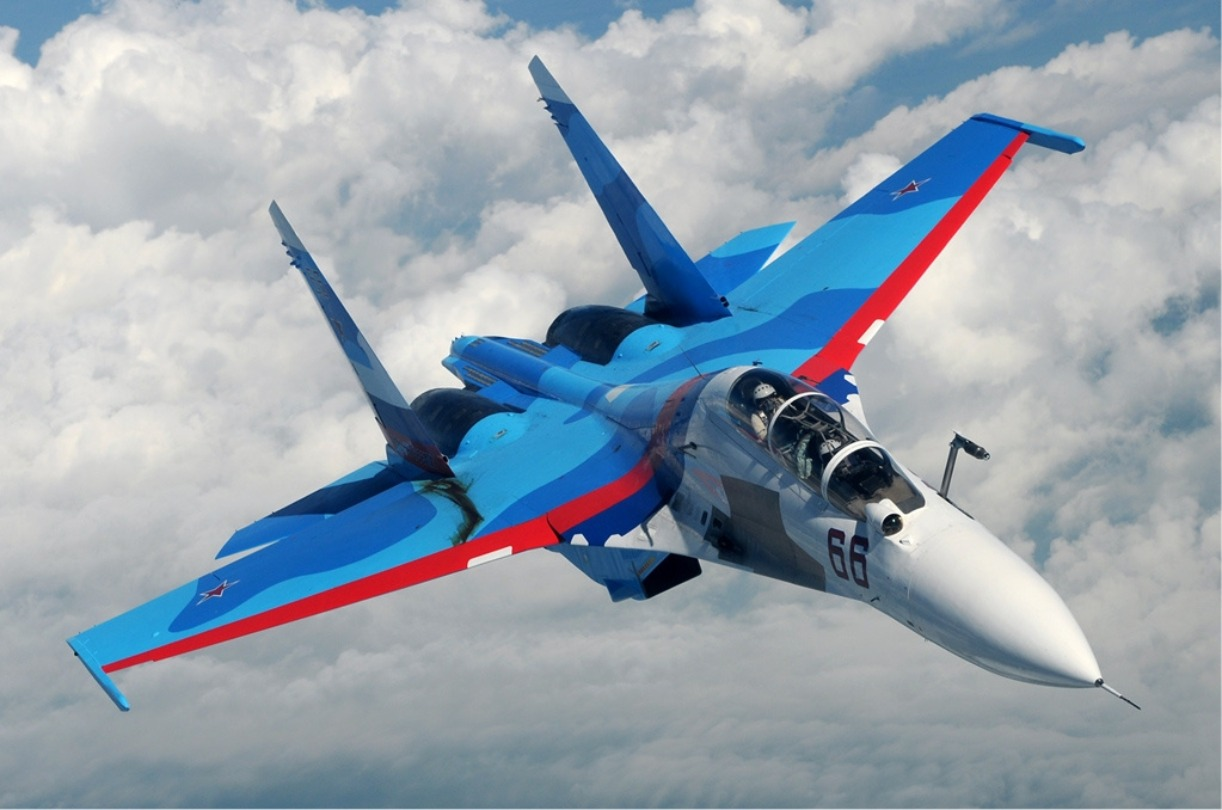
スホーイ30 （12月31日）

## 航空に関する賞の受賞者
- ハーモン・トロフィー：ジョージ・ホフ Jr.、マックス・ショーク、ゲイビー・ケナード
- FAI・ゴールド・エア・メダル：Georges Alfred "Peter" Lloyd
- イギリス飛行クラブ金賞：R. Whittall